# Rudolf Niggeler

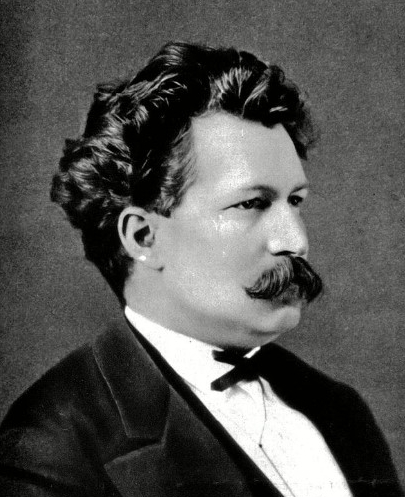
Rudolf Niggeler

Rudolf Niggeler (* 1. Dezember 1845 in Bern; † 12. Juli 1887 ebenda; heimatberechtigt in Grossaffoltern) war ein Schweizer Richter, Politiker und Dichter.

## Leben und Werk
Rudolf Niggeler war der Sohn des Journalisten und Politikers Niklaus Niggeler (1817–1872) sowie der Bertha Niggeler, geborene Snell. Sein Grossvater war Wilhelm Snell.
Niggeler besuchte in Bern die Kantonsschule und in Pruntrut das Gymnasium. Dort lernte er die Amerika-Schweizerin Auguste Luise Julia Wyser kennen, die er 1871 heiratete. In Pruntrut fing er an Gedichte zu schreiben. Später wurden diese in einem Gedichtband verlegt und in Berner Schulen gelehrt.
Von 1864 bis 1870 studierte Niggeler Rechtswissenschaften an der Universität Bern und an der Universität Giessen. Sein Studium schloss er 1870 in Bern mit Staatsexamen ab und erwarb die Haller-Medaille.
Als sein Vater 1872 verstarb, führte Niggeler die väterliche Anwaltspraxis weiter. Von 1875 bis 1879 war er Richter am Schweizer Bundesgericht. Als Politiker war er als Freisinniger im Berner Grossrat von 1879 bis 1886, als Nationalrat von 1879 bis 1887 tätig. 1883 erhielt Niggeler den Ehrendoktor der Universität Zürich.